# Гранвилл, Аугустус Боцци
Аугустус Боцци Гранвилл (ит. Augustus Bozzi Granville; Милан, 7 октября 1783 года - Дувр, 3 марта 1872 года) — медик, писатель, итальянский патриот.

## Биография
Уроженец Милана, в 1802 году получил степень доктора медицины. Эмигрировал, чтобы избежать мобилизации в армию Наполеона, в качестве военного врача. Был врачом в Греции, Турции, Испании и Португалии, затем вступил в английский военный флот, направлявшийся в Вест-Индию.
Он выучил английский язык и женился на англичанке. Жил в Лондоне, где был врачом и писателем. В частности, успешно лечил графиню Пемброк, был знаком с её отцом, С. Р. Воронцовым. Вместе с её братом, М. С. Воронцовым и его женой Е. К. Воронцовой, в 1827 году совершил путешествие в Россию.
Ему приписывается первая аутопсия древнеегипетской мумии, описанная в докладе Лондонскому Королевскому обществу в 1825 году. Был избран членом-корреспондентом Петербургской академии наук 14 ноября 1827 года.

## Последние годы жизни и важность термальной гидрологии
В 1832 году он прибыл в Лондон, в период холеры морбус, названной ”азиатским монстром". Даже в это время Гранвилл находился у всех на слуху, так как стал врачом лорда Пальмерстона, которому спас жизнь, а также жизнь семье Бонапарт.
В 1836 году Боцци поехал с двумя сыновьями в термы Германии. Гранвилл, таким образом, переместил свое внимание от гинекологического поля к термальной гидрологии, утверждая, что вода является незаменимым фармакологическим средством. Он опубликовал 500-страничную книгу The Spas of Germany, руководство с советами,  а также с описаниями замечательных мест, которые Гранвилл посетил в Германии.
6 мая 1849 года Боцци вернулся в Санкт-Петербург, так был вызван княгиней Чернышёвой, чтобы помочь ей при беременности. Ему предлагали остаться в России, но он отказался и, как настоящий англичанин, возвратился в Киссинген к своим лондонским пациентам. Об своём российском опыте он оставил след только в работе Сумбул: Азиатское средство, в которой рассказал о новом веществе, называемом "Сумбул", используемом России для лечения брюшного тифа и холеры. По словам Боцци, его также можно использовать для лечения истерии, анемии, дисменореи и метроррагии.
С 1868 года он решает полностью посвятить себя письму  своей биографии и три года спустя он умирает в Дувре 3 марта 1872 года.

## Труды
- An essay on Egyptian mummies  в «Книгах Google», Verlag W. Nicol, London 1825
- A catechism of facts : or, Plain and simple rules respecting the nature, treatment, and prevention of cholera (1832)
- Extracts from a work on counter-irritation, its principles and practice (1839)
- The sumbul : a new Asiatic remedy of great power against nervous disorders, spasms of the stomach cramp, hysterical affections, paralysis of the limbs, and epilepsy (1859)